# Christopher Marlowe
Christopher "Kit" Marlowe (døbt 26. februar 1564, død 30. maj 1593) var en engelsk dramatiker, poet og oversætter fra elisabethansk tid. Han var den største elisabethanske tragedieforfatter før William Shakespeare og er kendt for sine blankvers, sine protagonister, og sit utidige dødsfald.

## Skuespil
- Dido, Queen of Carthage
- Tamburlaine, I-II
- The Jew of Malta
- Doctor Faustus
- Edward II
- The Massacre at Paris